# Patrick Eyers
Patrick Howard Caines Eyers, CMG, LVO (* 4. September 1933 in Bristol; † 22. Dezember 2023 in Bosham/West Sussex) war ein britischer Diplomat, der unter anderem 1990 letzter Botschafter in der Deutschen Demokratischen Republik war.

## Ausbildung
Patrick Howard Caines Eyers besuchte zunächst das Clifton College (Bristol) sowie das Gonville and Caius College (Cambridge), diente dann 1952–1954 als 2d Lieutenant in der Royal Artillery, ehe er 1954 zum Studium an das Hochschulinstitut für internationale Studien (Genf) wechselte und 1957 an der Cambridge University mit dem Bachelor of Arts abschloss. Anschließend arbeitete er als Hilfsredakteur im Grolier-Verlag in New York City und erwarb ebendort am Center for Arabic Studies 1960 den Abschluss eines Master of Engineering.

## Berufliches Wirken
Bereits 1959 trat Eyers in den diplomatischen Dienst ein und fand ab 1961 Verwendungen an zahlreichen Auslandsvertretungen sowie im Ministerium für Auswärtige und Commonwealth-Angelegenheiten (Foreign and Commonwealth Office). Er fungierte zwischen 1977 und 1981 als Botschaftsrat an der Botschaft in der Bundesrepublik Deutschland (Bonn) sowie im Anschluss von 1981 bis 1983 als Leiter des Referats für Irland im Außenministerium.
Seine acht letzten Dienstjahre als Diplomat war Patrick Eyers britischer Botschafter. Zunächst 1985–1987 als Nachfolger von Nicholas Bayne in Zaire (zugleich auch in der Republik Kongo, in Ruanda und in Burundi akkreditiert) bis zu seiner Ablösung durch Robert Cormack. Dann übernahm Eyers 1987–1987 von Alan Munro den Posten als Botschafter in Algerien, woraufhin Christopher Battiscombe seine Nachfolge antrat. Danach wurde Eyers 1990 als Nachfolger von Nigel Broomfield letzter britischer Botschafter in der Deutschen Demokratischen Republik. Seine letzte Depesche aus Ost-Berlin „farewell to an unloved country“ vom 2. Oktober 1990 wird im Britischen Nationalarchiv aufbewahrt. Zuletzt löste Patrick Eyers 1991 Anthony Reeve als Botschafter in Jordanien ab und bekleidete dieses Amt bis zu seinem Eintritt in den Ruhestand 1993. Im Anschluss wurde Peter Hinchcliffe sein dortiger Nachfolger.

## Ehrungen
Eyers erhielt 1966 den belgischen Leopoldsorden und wurde 1985 für seine Verdienste als Companion des Order of St Michael and St George (CMG) geehrt. Darüber hinaus war er Lieutenant des Royal Victorian Order (LVO).

## Privates
Patrick Eyers war der Sohn von Arthur Leopold Caines Eyers und Nora Lilian Eyers (geb. Carpenter).
Er war seit 1960 verheiratet mit Jutta Lindheide (* 1935, † 2024), genannt Heidi, geb. Rüsch, einer Urenkelin des Dornbirner Unternehmers Alfred Rüsch und hat drei Kinder.